# Vjenceslava
Vjenceslava, auch in der Schreibweise Věnceslava, ist ein weiblicher Vorname, der hauptsächlich in Tschechien und Slowakei sowie in angrenzenden slawischen Ländern Verwendung findet.  Es ist die weibliche Form des männlichen Namen Václav (deutsch Wenzel). Die Aussprache ist wjen-tze-sla-wa. Analog zum männlichen Pendant  Wenzel bedeutet der Name die Ruhmgekrönte.

## Varianten
- Venceslava: Italienisch, Serbisch, Kroatisch, Bulgarisch und Russisch
- Wienczysława: Polnisch
- Diminutive: Vjenka, Vjena, Slávka, Venca oder Vjenuška.

## Namensträgerinnen
- Věnceslava Hrubá-Freiberger (* 1945), tschechisch-deutsche Sängerin (Sopran)
- Vjenceslava Lužická (1835–1920), tschechoslowakische Schriftstellerin

Zweitname
- Emilie Věnceslava Destinová (1878–1930), tschechoslowakische Opernsängerin